# Symphurus bathyspilus
Symphurus bathyspilus es una especie de pez de la familia Cynoglossidae en el orden de los Pleuronectiformes.

## Distribución geográfica
Se encuentran en Filipinas y al sur de Indonesia